# Nemošice
Nemošice jsou částí města Pardubice, součást městského obvodu Pardubice IV.
K roku 2001 zde žilo 929 obyvatel. Ke dni 1. října 2005 zde žilo 991 obyvatel. K 1. lednu 2013 již 1113 obyvatel. K 1. lednu 2014 1151 obyvatel. K 1. lednu 2015 1192 obyvatel. A k 1. lednu 2016 1230 obyvatel. Nyní jsou na jižní a východní straně vesnice nové domky. Do vesnice od roku 1993 jezdí městská hromadná doprava Dopravního podniku města Pardubic, a to linky 10, 22 a 910 (přičemž linka 910 je neveřejná účelová linka pro žáky školy Svítání a na zastávkách nemá vyvěšen jízdní řád).

## Historie

### Pravěké pohřebiště
Pohřebiště bylo odkryté v průběhu výstavby školy v roce 1914. Byly zde nalezeny nádoby a bronzové jehlice lužického typu, které jsou uloženy v pardubickém muzeu. Také zde byla nalezena kamenná čepel, dokládající osídlení v mladším období starší doby kamenné.

### Tvrz
V roce 1295 náležela ves ke kostelu sv. Jiljí v Pardubičkách, který patřil misijnímu řádu Cyriaků. První zpráva o tvrzi Nemošice je z roku 1318 v souvislosti s jejím prvním známým majitelem Vilémem z Nemošic. Roku 1382 se připomíná Matěj Holec z Nemošic (v erbu měl 3 kapry), předek zemanské rodiny, která hrála na Pardubicku v první polovině 15. století významnou úlohu ve veřejném dění. V roce 1477 držel statek rod Makovských z Potštejna a Voděradštích z Hrušova. Roku 1492 Jan Makovský (syn Jindřicha Makovského) a Jiří Voděradský prodali ves s tvrzí Vilémovi z Pernštejna, majiteli pardubického panství. Z této doby je také první a jediná písemná zmínka o nemošické tvrzi. Archeologické nálezy však předpokládají její existenci již v první polovině 14. století. Po připojení k pardubickému panství nebyla již tvrz obývána a pravděpodobně záhy zpustla.
Tvrz byla chráněna dvěma náspy a vodními příkopy, zůstalo rozsáhlé, čtyřhranné tvrziště, které ale bylo porušeno stavbou silnice.
Ještě v 19. století byla patrná čtyřhranná vyvýšenina v místě umístění. Patrně byla obehnána dvojím pásem valů a příkopů. Příkopy bylo možno plnit přímo vodou z Chrudimky. Tyto zbytky byly zničeny při melioracích a při stavbě silnice z Pardubic, takže dnes je toto místo v okolním terénu patrné v podobě mírné terénní vlny.
Jméno obce uváděné v kupních smlouvách roku 1387 a 1491 znělo Nemošičky, patrně se jednalo pouze o část vsi u náhonu.

### Hřebčín
Roku 1588 bylo ve vsi 16 lidí osedlých, mlýn byl od platu vysvobozený. V roce 1790 začal stát stavět hřebčinec. Roku 1830 byl na pozemcích po vysušených rybnících na východním okraji obce založen vojenský hřebčín zvaný Štít. Roku 1856 byl částečně zmodernizován a byla k němu přistavěna kaple sv. Kříže. Hřebčín byl od roku 1924 v civilní správě, po znárodnění se z něj stal státní Plemenářský podnik.
V obci stával původně také rybník, který se nacházel na území dnešního hřebčince z roku 1790, jmenoval se Klárka, byl ale zasypán.

### 20. století
Roku 1909 v lesíku západně od obce postavena vodárna města Pardubic. Roku 1914 si obec za 42 tis. korun postavila školu, při jejíž stavbě odkryto pravěké pohřebiště. V 70. letech byl do obce zaveden vodovod.

### 21. století
Nemošice jsou částí MO IV. V roce 2001 bylo zastavěno náměstí 28. října a byly prodlouženy ulice Sportovní a Mnětická. V posledních letech se rozmáhá řadová výstavba na východní a jižní straně vesnice.

### Obec
Od září 1943 do 17. května 1954 byly částí Velkých Pardubic, potom samostatná obec, od 30. dubna 1976 opět připojena k Pardubicím, které tehdy vzrostly na 92 tisíc obyv.

### Vojenské výcvikové prostory
Lesy kolem obce Nemošice sloužily po válce jako výcvikové prostory (především ženijní vojska) proto byly tyto lesy oploceny, zbytky oplocení jsou místy stále patrné.

## Současnost
V současnosti se v obci nachází hřebčín, restaurace, pila, mateřská škola a speciální škola, mj. také obchod se zbožím, sportovní areál (veřejně zdarma přístupný - na objednání), knihovna a kynologický areál.

## Doprava

### Veřejná silniční doprava
Vesnicí projíždí ve špičce co půl hodinu autobus Dopravního podniku města Pardubic. Od roku 2012 jezdí přes vesnici i linkový autobus Veolia Transport z Chrudimě do Zdravotnické školy (TMS) – Pardubičky.

### Železniční doprava
Za minulého režimu bylo plánované postavit kolem obce železnici směr Chrudim a nahradit dodnes zcela nevyhovující komunikaci. Kvůli nedostatku financí nebylo spojení tratí dokončeno, dodnes je patrné že do roku 2007 vedly koleje až k silnici Nemošice – Pardubičky, pozorovatelný je násep i betonové panely pod plánovanou železniční budovou, roku 2007 byly koleje vytrhány.
Roku 2013 se krajský úřad rozhodl znovu usilovat o stavbu tzv. Medlešické spojky. Roku 2016 se již nepočítá s výstavbou Medlešické spojky, nýbrž spojky Ostřešanské.

### Cyklisté
Vesnice je spojena dvěma komunikacemi pro pěší a cyklisty – do Jesničánek (není dokončen závěr – směr na obec – výkup pozemků) a do Pardubiček. Zároveň je vesnice spojena úzkou cyklostezkou i se sousedními Ostřešany. Vesnicí prochází cyklistická trasa č. 4119.

## Nemošická stráň
Nemošická stráň je přírodní památka vyhlášena roku 1982, ležící na katastrálním území obce. Jedná se o zalesněnou stráň se strmou říční terasou, nad pravým břehem Chrudimky mezi Nemošicemi a Drozdicemi. Je porostlá smíšeným hájem habrů, dubů, jilmů a babyk. Hojně se zde vyskytuje medvědí česnek.

## Významné osobnosti
- Wilhelm von Ramming
- Matěj Holec II. z Nemošic